# EC Uruguaiana
EC Uruguaiana is een Braziliaanse voetbalclub uit Uruguaiana in de staat Rio Grande do Sul. 

## Geschiedenis
De club werd opgericht in 1912. In 1921 nam de club voor het eerst deel aan de eindronde om de titel van het Campeonato Gaúcho. De club nam hierna nog enkele keren deel aan de eindronde.  